# Mihaela Maevska-Velichkova
Mihaela Maevska-Velichkova (bulgare : Михаела Маевска-Величкова) est une gymnaste rythmique bulgare, née le 4 octobre 1990 à Sofia (Bulgarie).

## Biographie
Mihaela Maevska-Velichkova obtient la médaille de bronze olympique au concours des ensembles aux Jeux olympiques d'été de 2016 à Rio de Janeiro, avec ses coéquipières Lyubomira Kazanova, Reneta Kamberova, Tsvetelina Naydenova, Hristiana Todorova. Après une septième place lors des qualifications, l'ensemble obtient un total de 35,766 points battues par la Russie et l'Espagne.
Lors du concours des ensembles aux Jeux olympiques d'été de 2012 à Londres, la même équipe (sauf Kazanova) avait fini 6e.